# Marcia Moretto

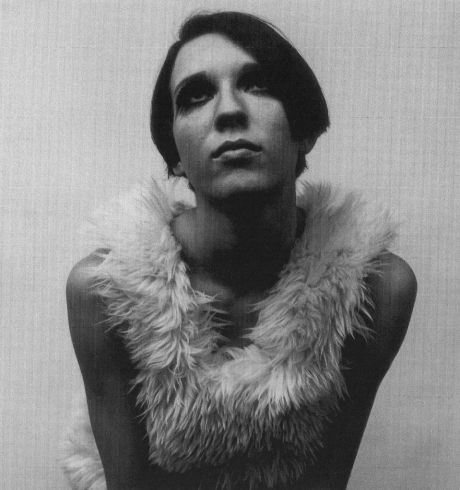
Marcia Moretto

Marcia Moretto (* 1949 in Argentinien; † 1981 in Paris) war eine argentinische Tänzerin und Choreografin, die in Paris lebte.

## Leben
Marcia Moretto arbeitete in Argentinien als Model, bevor sie nach Paris floh, um Tänzerin zu werden. Sie trat zunächst mit Solostücken auf kleinen Bühnen auf. Sie arbeitete mit dem spanischen Autor und Dramaturg Armando Llamas (1950–2003) zusammen, der für sie 5 Tanzvorlagen für die Choreographin Marcia Moretto schuf. Mitte der 1970er Jahre sah Catherine Ringer sie auf einer Bühne im Quartier du Montparnasse. Moretto habe eine argentinisch inspirierte Choreografie nach der Musik der Brasilianerin Gal Costa getanzt, „bei der sie an Stricken befestigte Lederkugeln, bolas, kreisen ließ, wie Gauchos sie zum Einfangen entlaufener Rinder nutzen. Immer wieder habe sie diese auf den Boden gepeitscht, sich dabei extrem graziös bewegt und ausgesehen wie Olive Oyl, die Frau aus dem Popeye-Comic - sehr lang und dünn und mit dunklen Haaren“. Moretto unterrichtete Tanz in dem Pariser Vorort Sartrouville und Ringer nahm bei ihr Unterricht. Sie traten auch zusammen auf, zum Beispiel in dem Stück von Llamas Silences Nocturnes aux îles des fées.
Moretto starb 1981 im Alter von 32 Jahren in Folge einer Krebserkrankung.
Nach ihrem Tod schrieb Catherine Ringer mit dem French-Pop-Song Marcia Baïla (Marcia tanzt) eine Hommage auf Marcia Moretto, der für ihre Band Les Rita Mitsouko der kommerzielle Durchbruch wurde und ein Hit der 1980er Jahre.

## Produktionen
- 1975: India, Regie, Choreografie: Marcia Moretto
- 1976: Silences nocturnes aux îles des fées, Regie: Chloé Caillat und Armando Llamas; Choreografie: Marcia Moretto
- 1977: India encore, Regie und Choreografie: Marcia Moretto
- 1978: Argentine aller-retour, Regie: Jérôme Savary, Interpreten: Marcia Moretto u. a., aufgeführt beim Festival de la Rochelle[9]
- 1978: La Señora presidente, Regie: Jorge Damonte und Marcia Moretto; Choreografie: Marcia Moretto
- 1979: Tirana, Regie und Choreografie: Marcia Moretto
- Cervantes Intermèdes, Regie: Jean Jourdheuil und Jean-François Peyret. Choreografie: Marcia Moretto, postum aufgeführt u. a. beim Festival d'Avignon 1983[10]